# Stari Grad, Krško
Stari Grad je naselje v Mestni občini Krško. V vasi se nahaja podružnična cerkev sv. Nikolaja in Železniško postajališče Libna.

## Zgodovina
Vas naj bi se včasih imenovala Ödenschlos, v franciscejskem katastru pa se kraj imenuje Altenhausen. Morda so grad posedovali že salzburški škofje, ko so prejeli posestva na območju Brežic, možno pa je, da je kasneje prešel v roke Celjskih - podobno kot Krško. Leta 1309 se vas imenuje z imenom Altenburch. Jože Koropec omenja grad kot enega od izhodišč salzburške ekspanzije na vzhod, vendar brez natančnejše utemneljitve.
Salzburška nadškofija je imela v vasi Stari grad leta 1309 10 kmetij in nekaj gornine - kar je dovolj za vzdrževanje manjše fevdalne postojanke npr. dvora, če pa je imelo gospostvo Stari grad še nekaj kmetij v okolici, pa je to že dovolj za vzdrževanje manjše utrjene postojanke. 
Po podatkih iz franciscejskega katastra sta bila lastnika zemljišča Anton Kralj, ki je bil eden večjih posestnikov v vasi, ter grof Attems.
Leta 1309 se vas pojavlja z imenom Altenburch, kar neposredno kaže na grad, kasneje pa se vas pojavlja pod imenom Altenhaus oz. Altenhausen. Tudi Haus je v srednjeveških virih pogosta oznaka za grad - običajno grad tipa trdna hiša oz. donjon. Ivan Stopar domneva, da je v Starem gradu oz. okolici stal Turn na Savi, vendar je malo verjetno, da bi Turn stal na obravnavani lokaciji. Turn na Savi so namreč podrli leta 1855, to pa bi domačin nedvomno vedel. Tako pa o tem, kdaj so grad podrli ni vedel nič povedati. Grad omenja tudi Krajevni leksikon Dravske banovine, kjer je navedeno, da je vas dobila ime po nekdanjem gradu, ki je tu stal in ki je že davno izginil iz zgodovine. Nad vasjo je še danes zaselek Marof.
Kot kaže je na lokaciji stal srednjeveški grad. Samo na osnovi terenskega ogleda in virov je grad nemogoče zanesljivo datirati, na sami lokaciji pa tudi ni bilo mogoče ugotoviti kaj več o zasnovi gradu oz. njegovem stavbnozgodovinskem razvoju, vse pa kaže, da je bil sedež vsaj manjšega imenja, možno pa je tudi, da je bil grad središče salzburških posesti na območju (kakor domneva Koropec).
Obstaja domneva, da je bilo jedro gradu manjša utrdba, najverjetneje sezidana nekje med 11. in 13. stoletjem, ki so jo kasneje razširili in dodali prečni obrambni jarek - najverjetneje v času protiturškega utrjevanja. Verjetno gre začetek gradu res iskati v posesti Salzburških nadškofov, morda celo pred letom 1155, ko se omenja cerkev sv. Ruperta v Vidmu. Če je bil grad prvotni center salzburške posesti (še posebej tistih na levem bregu Save) in eden od izhodišč ekspanzije oz. kolonizacije je verjetno izgubil na pomenu ob izgradnji gradu v Brežicah. Morda to razloži tudi ime "Stari grad". O prvotnem imenu gradu lahko zaenkrat samo ugibamo. Grad je bil očitno opuščen pred letom 1627, saj naj bi takrat iz kamenja iz razvalin gradu pozidali cerkev sv. Miklavža pod gradom in cerkev Marije Vnebovzete v Dolenji vasi. Iz tega lahko sklepamo, da je bil grad opuščen najkasneje v 16. stoletju, morda v povezavi s kmečkim uporom leta 1515, ko je bil močno poškodovan tudi grad v Brežicah. Zatem je kot mnogo drugih služil kot priročni kamnolom, območje pa je bilo kasneje bolj ali manj izravnano zaradi kmetijske rabe zemljišča.